# Gerd Kühr
Gerd Kühr (* 28. Dezember 1952 in Maria Luggau, Kärnten) ist ein österreichischer Komponist und Dirigent, der sich sowohl der Moderne/Avantgarde als auch der Tradition verpflichtet fühlt.

## Leben
Gerd Kühr schloss sein Studium der Geschichte mit dem Abschluss Mag. phil. an der Universität Salzburg ab. Ebenso studierte er am Mozarteum Salzburg Dirigieren bei Gerhard Wimberger und Sergiu Celibidache, sowie Komposition bei Josef Friedrich Doppelbauer (letzteres auch bei Hans Werner Henze in Köln).
In den Jahren 1979 bis 1984 hatte Kühr einen Lehrauftrag als Chor- und Orchesterleiter an Musikschulen in Köln sowie eine Stelle als Musikdozent und Repetitor an der Oper Köln inne.
Von 1985 bis 1994 versah Kühr einen Lehrauftrag an der Musikhochschule Graz. Von 1992 bis 1994 hatte er am Mozarteum Salzburg und von 1994 bis 1995 an der Grazer Musikhochschule eine Gastprofessur für Komposition inne. Von 1995 bis zu seiner Emeritierung 2019 war er Ordentlicher Professor und Leiter einer Kompositionsklasse an dieser Hochschule.

„Komponieren heißt für mich weniger Erfinden als vielmehr Finden. Entdecken von Vorhandenem, Vor-Geschriebenem, Vor-Verfasstem. Die Autonomie des Komponierens scheint mir gebrochen durch das außerhalb von Musik liegende Gewebe von Geschichte(n), Menschen, Welt. Ich suche Präzision, Annäherung in/an Emotion, die Emotion in der Präzision.“

Kühr hatte und hat als Dirigent zahlreiche Auftritte – Konzerte und Opernaufführungen – in Österreich, Italien, Deutschland, Russland und Guatemala. Aufführungen und Rundfunkaufnahmen unter seinem Dirigat fanden u. a. in Wien, Köln, München, London, Paris, Rom, Moskau, Hongkong statt. Als Komponist lieferte er zahlreiche Auftragswerke für Orchester, Ensemble, Kammermusik und Chor, die beispielsweise bei Wien Modern, dem Almeida Festival, dem Huddersfield Festival, dem Steirischen Herbst, dem Musikprotokoll, der Musica Viva, den ISCM World Music Days, dem Schleswig-Holstein-Musikfestival und den Bregenzer Festspielen aufgeführt wurden.
Der internationale Durchbruch gelang Gerd Kühr im Jahr 1988 mit der Uraufführung der Oper Stallerhof (Libretto von Franz Xaver Kroetz) bei der 1. Münchener Biennale (weitere Inszenierungen fanden in Deutschland, Österreich und der Schweiz statt).

„Ich bin immer noch so naiv, dass ich an eine Funktion der Musik in der Gesellschaft glaube. Eine Funktion, die sie natürlich nur bei einem kleinen Prozentsatz hat, es ist die Funktion, Möglichkeiten aufzuzeigen, auf Unbeantwortetes hinzuweisen. Musik ist für mich auch eine Botschaft gegen die Armut an Fantasie. Ein Mensch, der dadurch geprägt ist und sich bewusst damit befasst, trifft im Alltag andere Entscheidungen, davon bin ich überzeugt!“

## Werke

### Bühnenwerke (Opern)
- Stallerhof (1986/1987), Libretto von Franz Xaver Kroetz nach seinem gleichnamigen Theaterstück, (Auftragswerk der Landeshauptstadt München zur 1. Münchener Biennale 1988)[1][4]
- Tod und Teufel (1997/1999), Oper von Gerd Kühr (Musik) und Peter Turrini (Libretto), Auftragswerk der Vereinigten Bühnen Graz/Steiermark anlässlich der 100-Jahr-Feier des Opernhauses in Koproduktion mit dem Festival Steirischer Herbst[4]
- Agleia Federweiß (2000/2001), Kleine Oper von Gerd Kühr, Libretto von Petra Ernst, Auftragswerk des Jugendmusikfests Deutschlandsberg[4]
- Paradiese (2021), Kompositionsauftrag der Oper Leipzig, gefördert durch die Ernst von Siemens Musikstiftung, Libretto von Hans-Ulrich Treichel[6]

### Instrumentalmusik
- Móma (1981), sechs Variationen über ein mazedonisches Volkslied für Englischhorn[4]
- Quasi una variazione (1981), für Klavier nach einem Walzer von Antonio Diabelli, (komponiert auf Einladung des ORF)
- Fünf Aphorismen (1979), für Englischhorn und Streichtrio[4]
- Für Streichquartett (1980/81)[4]
- Für Sonus (1982), für Blechbläserquintett, (Auftragswerk der Walter-Buchebner-Gesellschaft)[4]
- Konversatorium über „Fast ein Rondo“ (1982), für zwei Trompeten, Horn, Posaune und Tuba
- Agaue’s Klage (1983), nach den Bakchen des Euripides für Schlagzeugensemble (vier Spieler)
- 210 Secondi (1984/85), Fantasia breve per flauto, clarinetto, violino e Montepulciano
- Steirisches Ständchen (1986), für Violine, Violoncello und Klavier, (Hans Werner Henze zum 60. Geburtstag)
- Für Bläserquintett (1990), (Auftragswerk der Mozartgemeinde Graz)[4]
- Sept pour Deux (1992), Sieben kurze Stücke für Flöte und Klavier[4]
- Portraits (1993), Acht musikalische Gesten für Violoncello und Klavier
- Croquis et Agaceries d’un gros Bonhomme en Bois (1994), von Erik Satie, für Blechbläserquintett bearbeitet von Gerd Kühr
- Con Sordino (1995/96), für zwei Violinen, Viola und Violoncello, (Auftragswerk des Wiener Konzerthauses)[4]
- Agleia sucht Pollicino – und findet Hans (2001), für Klavier zu vier Händen,[4] (Hans Werner Henze zum 75. Geburtstag gewidmet)
- Trialog (2001/02), für Klarinette, Violoncello und Klavier[4]
- Trialog II (2003), für Flöte, Bassklarinette und Klavier[4]
- Stop the Piano (2006), für Klavier und Zuspielung, (Auftragswerk der Salzburger Festspiele)
- Trialog III (2006/07), für Klarinette, Bassklarinette und Klavier
- Mittersiller Miniaturen (2007), für Flöte (auch Altflöte), Klarinette in B, Schlagzeug (Vibraphon, Snare), E-Gitarre (auch Mandoline) und Violoncello (die Partitur entstand im Rahmen des KomponistInnenforums Mittersill 2007)
- Come una Pastorale (2008/2009), für Klarinette, Violine und Violoncello[4]
- The Violl Waye (2009), für Gambe, Kammermusik[4]

### Instrumentalensembles
- Marsch, marsch!, (1981) Collage nach Marschmotiven von Franz Schöggl für Instrumentalensemble[4]
- Nachtstück (1982), „Einer Harfe Reise durch die Nacht“ für Harfe und Instrumentalensemble[4]
- Si Naturale (1991), für 12 Musiker (Hans Werner Henze zum 65. Geburtstag)[4]
- Vierzehn mal eins (1991/92), Soli für Ensemble (Auftragswerk des Ensemble 20. Jahrhundert)
- Ohne Antwort (1993), für sechs Instrumentalisten
- Streifton (1993), für Ensemble (Auftragswerk des Musikprotokolls Graz und des ZKM Karlsruhe)
- Zwei mal sieben (1993/94), Sieben Sätze für Ensemble (Auftragswerk des Ensemble 20. Jahrhundert)
- Sei Omaggi (1995), für Klarinette, Saxophon, Fagott, Violine, Violoncello, Klavier und Schlagzeug (Auftragswerk der „Freunde des Nationaltheaters“ – Bayerische Staatsoper München)
- stop and go and black and white (and sometimes blue) (1999/2000), für Instrumentalensemble (Auftragswerk der Salzburger Festspiele)
- Revue instrumentale et électronique (2004/05), Raumkomposition für Instrumentalensemble und Zuspielungen (Auftragswerk steirischer herbst)
- reihenweise (2008), zwölf stücke für ensemble (Auftragswerk des Ensembles die reihe)

### Orchesterwerke
- Fünf Aphorismen (1979/82), für großes Orchester[1][4]
- Unser Maß ist die Wirklichkeit (1982), Finale aus Der verstummte Arbeiter – Requiem für den Dichter Walter Buchebner (nach Tagebuchaufzeichnungen Walter Buchebners)
- Lamento e Conforto (1983), Elegie für großes Orchester, (Auftragswerk des ORF)[4]
- Musik zum Feuermysterium (1985), für Blasorchester, Suite nach Werken österreichischer Barockkomponisten (H. I. F. Biber und J. J. Fux)[4]
- Szenen aus einem Alpental (1988), Kleine Suite aus der Oper Stallerhof (arrangiert von David Paul Graham), für Blasorchester[4]
- Eso Es (1989), Orchesterstück, (Auftragswerk des ORF)[4]
- Concertare (1990/91), für einen Klarinettisten und Orchester, (Auftragswerk des ORF für die Salzburger Festspiele 1991)[4]
- „Mundo Perdido“ (1992), für Kammerorchester, (Auftragswerk der Erste Bank der österreichischen Sparkassen AG für das Festival Wien modern 1992)[4]
- Streichholz und Schlagblech (1994), Fünf Stücke für Jugendorchester (Auftragswerk der Musikalischen Jugend Österreichs)
- ... à la recherche ... (1995/96), für Klavier und Orchester, (Auftragswerk des ORF)
- Ricordarsi (2001/02), für Streichorchester und Klavier zu vier Händen, (Auftragswerk des Wiener Concert-Vereins)
- Movimenti (2004/06), für Violine und Orchester, (Auftragswerk des Wiener Mozartjahres 2006)
- Linie Punkt Fläche Raum (2004/07), für Orchester, (Auftragswerk des ORF)
- Introductio – Meditatio – Magnificat – Epilogus (2007/08), für hohen Sopran, Bariton, Chor und Orchester, Texte aus dem Evangelium nach Lukas, von Rainer Maria Rilke und Georg Christoph Lichtenberg, (Kompositionsauftrag des Bayerischen Rundfunks)
- KLANGSPLITTER (2009), für Orchester, (für das Radio-Symphonieorchester Wien zum 40-jährigen Jubiläum)
- Música Pura (2010/2011), fünf Sätze für Ensemble (Auftragswerk der Sammlung Essl für das Schömer-Haus Klosterneuburg, Uraufführung im Rahmen des Festivals Wien Modern 2011)

### Vokalwerke
- Vier Lieder nach Gedichten von Miller Williams (1978), für Bariton, Flöte, Oboe, Klarinette und Klavier
- Vier Gedichte von Rose Ausländer (1981), für gemischten Chor
- Walt Whitman for President (1984), Music on three poems by Walt Whitman for soprano and seven players
- Palimpsest (1989/90), Musik für Mezzosopran, Bariton, Chor und Orchester auf Gedichte von Erika Burkart und Georg Trakl, (Auftragswerk der Stadt Zürich)
- Wortlos (1990), Reminiszenz an Stallerhof für gemischten Chor a cappella
- L’Infinito del Sogno (1993), für gemischten Chor nach Gedichten von Giacomo Leopardi und Algernon Charles Swinburne, (Auftragswerk des Arnold-Schoenberg-Chores)
- Idea 94 (1994), musikalische Szenen für Sopran, Violoncello und Klavier auf Sonette von Shakespeare, Spenser, Swinburne und Drayton und auf Texte von Lichtenberg, (Auftragswerk des ORF/3sat)
- Scala quasi unisona (1997), Chorstück für mindestens zwei Sänger oder besser mehr
- De Loin (1998/99), Hommage à Perotinus Magnus für Vokalquartett und Ensemble, (Auftragswerk von ORF/EBU für den 1. Januar 2000)
- Kein Herbstgedicht (2003), Lied für Bariton und Klavier auf das gleichnamige Gedicht von Hans-Ulrich Treichel, (Auftragswerk des Festivals A•DEvantgarde in München)
- Three Shakespeare Sonnets (2003), für gemischten Chor a cappella, (Komponiert für die Styriarte 2003 und den Arnold Schoenberg Chor)
- When I grow up (2003/04), for Children’s Choir and Brass Quintet (Words: Petra Ernst), (Auftragswerk des Internationalen Kinderchorfestivals Halle/Saale)
- O Camerado Close! (2006), für Vokalquartett (auf ein Gedicht von Walt Whitman), (Auftragswerk des Ensembles schnittpunktvokal)
- An die Musik (2006), für gemischten (Jugend-)Chor auf ein Gedicht von Rainer Maria Rilke, (Auftragswerk des Steirischen Sängerbunds)
- Kroküsse (2006/07), für Männerstimme und Instrumentalensemble auf ein Gedicht von Lothar Knessl
- Still, still! (2008), für Oberstimmenchor – Text: Petra Ernst (sehr frei nach Franz Pocci), (Auftragswerke des Steirischen Sängerbunds)
- An die Musik nach einem Gedicht von Detlev von Liliencron (2009), für gemischten Chor (Auftragswerk des Steirischen Sängerbunds)
- Jetzt wohin? Spurensuche für Sprecher, Chor und Orchester nach Texten von Goethe, Lichtenberg und Heine (2012), Melodram für Sprecher, gemischten Chor und Orchester (Auftragswerk der Gesellschaft der Musikfreunde in Wien für Ignaz Kirchner, die Wiener Symphoniker und den Wiener Singverein)

### Filmmusik
- Zusammen mit Hans Werner Henze, David Graham und Marcel Wengler Musik zur Proust-Verfilmung Eine Liebe von Swann von Volker Schlöndorff (1983)

## Film
Der Regisseur Wolfgang Hackl visualisiert in dem Film Kühr – Idea 28' 27, produziert 1994 im Auftrag von ORF/3sat, persönliche Impressionen und Bilder anlässlich der Entstehungsgeschichte und Wiedergabe der im selben Jahr entstandenen Komposition Idea 94 von Gerd Kühr.

## Auszeichnungen
- 1990: Österreichischer Förderungspreis für Musik[7]
- 1992: Erste-Bank-Kompositionspreis[8]
- 1993: Rolf-Liebermann-Stipendium für Opernkomponisten
- 1995: Förderpreis des Ernst von Siemens Musikpreis[9]
- 2004: Ernst-Krenek-Preis der Stadt Wien[10]
- 2011: Österreichischer Kunstpreis für Musik[11]
- 2014: Andrzej-Dobrowolski-Kompositionspreis[12]
- 2022: Großes Goldenes Ehrenzeichen des Landes Kärnten[13]
- 2023: Großer Österreichischer Staatspreis[14][2]
- 2023: Ehrenzeichen des Landes Steiermark für Wissenschaft, Forschung und Kunst[15]
- 2024: Großer Österreichischer Staatspreis[16]